# Plegaderus barbelini
Plegaderus barbelini är en skalbaggsart som beskrevs av Sylvain Auguste de Marseul 1862. Plegaderus barbelini ingår i släktet Plegaderus och familjen stumpbaggar. Inga underarter finns listade i Catalogue of Life.